# Varadin
Pour la localité de Croatie, voir Varaždin.
Varadin (en serbe cyrillique : Варадин) est un village de Serbie situé dans la municipalité de Medveđa, district de Jablanica. Au recensement de 2011, il comptait 69 habitants.

## Démographie
| 1948 | 1953 | 1961 | 1971 | 1981 | 1991 | 2002 | 2011 |
| ---- | ---- | ---- | ---- | ---- | ---- | ---- | ---- |
| 338  | 417  | 314  | 226  | 174  | 98   | 105  | 69   |

|  |